# Stenomacrus solitarius
Stenomacrus solitarius là một loài tò vò trong họ Ichneumonidae.